# Бахметева, Софья Петровна
Со́фья Петро́вна Бахме́тева, в браке Хитрово́ (1848, село Смольково, Пензенская губерния — 1910, Териоки, Выборгская губерния) — приёмная дочь графа А. К. Толстого, супруга дипломата и поэта Михаила Хитровo, хозяйка петербургского салона. Возлюбленная и муза мыслителя Владимира Соловьёва.

## Биография
У её матери, Софьи Андреевны Бахметевой, был роман с князем Григорием Николаевичем Вяземским, окончившийся беременностью. Князь отказался жениться и был вызван на дуэль. Вследствие дуэли, состоявшейся в 1847 году в Петровском-Разумовском, брат Софьи, Юрий, погиб. 29 февраля 1848 года, вне брака, появилась на свет Софья, которую, во избежание скандала, оформили как племянницу, — дочь брата Петра.

Софья провела свои детские годы в селе Смальково, в имении дяди, Петра Андреевича Бахметева. В 1857 году, вследствие продажи имения, переехала с матерью в Санкт-Петербург. В 60-е годы она была активной участницей литературных салонов, светских мероприятий. За монгольские черты лица в обществе Софью Петровну называли Туранской Евой и Степной Мадонной. По отзывам современника, она была очень интересной особой:
Что-то загадочное, что-то невысказанное читалось охотно, но никогда не дочитывалось в её умных чертах. Она не раскрывалась вполне никогда, как не делает этого цветок лотоса при солнечном свете. Впрочем, сфинкс сидит в любой женщине, пока она не замужем.
В 1863 году мать Бахметевой сочеталась браком с А. К. Толстым и старалась подыскать выгодную партию для своей дочери. В 1868 году мужем Софьи Петровны стал её двоюродный брат, Михаил Александрович Хитрово, дипломат и поэт. После свадьбы она жила с мужем в Константинополе, но перед самой войной вернулась в Петербург.
Разойдясь фактически с мужем, поселилась в доме матери. Обе они среди петербургского света были «большие охотницы до философии, много читали и даже ходили для этого в Публичную библиотеку». Поддерживала знакомство со многими деятелями литературы и искусства — Фетом, Соловьёвым, Страховым, Ухтомским и другими.
В 1877 году Софья Петровна познакомилась с 24-летним Владимиром Сергеевичем Соловьёвым, знаменитым религиозным философом, поэтом, публицистом. Свою любовь к ней Соловьёв пронес через всю жизнь. Одно время Софья Петровна считалась его невестой. Но их брак так и не состоялся. Они расставались и вновь сходились. В 1896 году, после смерти М. А. Хитрово, Соловьёв вновь сделал предложение Софье Петровне, но она отказала, так как готовилась стать бабушкой.
Софья Петровна активно занималась благотворительной деятельностью. Владела имением Никольское-Урюпино под Звенигородом и 1030 десятин земли в Шлиссельбургском уезде. Умерла 22 сентября 1910 года в Териоки.
В браке родила детей:
- Елизавета (1870—после 1918), фрейлина, замужем за Георгием Александровичем Мухановым (1870—1933).
- Андрей (1872—1900), лейтенант гвардейского экипажа, женат на княжне Елене Николаевне Голицыной (1867—1943).
- Григорий (1875—1916), выпускник Пажеского корпуса, коллежский советник.
- Мария (1877—1956), в первом браке за Никитским, во втором — за Евгением Николаевичем Грушецким.